# 頭孢他啶
頭孢他啶（英語：Ceftazidime）以Fortaz等商品名於市面上販售，是一種第三代頭孢菌素抗生素，用於治療多種細菌感染，特別是用於關節感染（例如敗血性關節炎）、腦膜炎、肺炎、敗血症、泌尿道感染、惡性外耳炎、綠膿桿菌感染、弧菌屬感染等的治療。此藥物透過靜脈注射、肌肉注射或玻璃體內注射方式給藥。
使用後常見的副作用有噁心、過敏反應和注射部位疼痛。其他副作用有艱難擬梭菌腹瀉。不建議有青黴素過敏病史的人使用。個體在懷孕期間使用對於胎兒和母乳哺育期間使用對於嬰兒相對安全。此藥物屬於第三代頭孢菌素家族藥物，透過干擾細菌的細胞壁形成而發揮作用。
頭孢他啶於1978年取得美國專利，並於1984年取得美國食品藥物管理局（FDA）核准用作醫療用途。它已被列入世界衛生組織基本藥物標準清單之中。此藥物有通用名藥物在市面流通。

## 醫療用途
頭孢他啶用於治療下呼吸道、皮膚、泌尿道、血液、關節和腹部感染及腦膜炎。
頭孢他啶是用於治療熱帶類鼻疽感染的一線藥物，類鼻疽在亞洲和澳大利亞是導致敗血症的重要原因。
藥物標籤適應症包括治療以下的感染：
- 綠膿肝菌感染
- 其他革蘭氏陰性需氧菌感染
- 嗜中性白血球低下性發燒[12]

頭孢菌素具有對抗革蘭氏陽性和革蘭氏陰性細菌的活性。早幾代頭孢菌素類藥物對於革蘭氏陽性菌的活性較佳，而晚幾代的活性則覆蓋更多的革蘭氏陰性菌。 頭孢他啶是此類別中少數對綠膿桿菌具有活性的藥物之一。然而頭孢他啶對金黃色葡萄球菌的療效不如第一代和第二代頭孢菌素。直到第四代的頭孢菌素出現，才在對抗甲氧西林金黄色葡萄球菌方面具有活性。

### 作用範圍
臨床上對頭孢他啶敏感的微生物有：
- 革蘭氏陰性需氧菌，如腸桿菌屬、大腸桿菌、流感嗜血桿菌、克雷伯氏菌屬、變形桿菌、綠膿桿菌及腦膜炎雙球菌
- 革蘭氏陽性需氧菌，如B群鏈球菌、肺炎鏈球菌和化膿性鏈球菌

頭孢他啶通常對厭氧菌（例如擬桿菌屬）的療效較差。
以下是一些具有臨床意義的病原體最小抑菌濃度敏感性數據：
- 大腸桿菌：0.015–512微克/毫升
- 綠膿桿菌：≤0.03–1024微克/毫升[17]

## 副作用
人體通常對頭孢他啶的耐受性良好。使用後最常見的副作用是靜脈注射部位問題、過敏反應和消化道症狀。根據一家藥廠的資訊，在臨床試驗中只有不到2%的患者出現搔癢、皮疹和發燒等過敏反應。據報導，使用此類抗生素（包括頭孢他啶）會出現罕見但更嚴重的過敏反應，例如中毒性表皮壞死鬆解症、史蒂芬斯－強森症候群和多形紅斑。只有不到2%的患者出現消化道症狀，包括腹瀉、噁心、嘔吐和腹痛。
另一消息來源報告，有患者的血液檢查可能顯示嗜酸性球增加（8％），乳酸去氫酶增加（6％），γ-穀氨醯轉肽酶增加（5％），直接抗球蛋白試驗呈陽性（4%），血小板增加（血小板增多症）（2%）、麩丙轉胺酶（ALT） 升高（7%）、天門冬胺酸胺基轉移酶（AST） 升高（6%）或是鹼性磷酸酶升高（4%）。

### 禁忌症
已知對頭孢他啶或任何其他頭孢菌素抗生素過敏的人禁用頭孢他啶。

### 注意事項
頭孢他啶主要經由腎臟產生的尿液排出人體。因此患有腎損傷或腎病變使用者血液中的藥物濃度可能會升高（包括那些接受血液透析的人）。腎功能不全的患者應根據劑量減低因子和表格調整劑量（即採減量治療）。

### 懷孕
據藥廠稱在小鼠和大鼠身上的研究顯示，即使服用頭孢他啶的劑量高達人類劑量的40倍，也沒對胎兒造成傷害的證據。但重要的是，尚未有對孕婦服用藥物在胎兒影響方面進行過深入的研究。

## 作用機轉
細菌細胞壁位於革蘭氏陽性菌的外部，及位於革蘭氏陰性菌的周質空間。細胞壁由糖肽聚合物構成，一種由聚糖和肽交聯而成的肽聚醣。細胞壁的形成、回收和重塑需要許多酶，其中包括一系列具有相似特徵的酶，雖然它們的功能各不相同，有時會重疊，例如羧肽酶、内肽酶 、轉肽酶 和糖基轉移酶 ，這些酶統稱為青黴素結合蛋白（PBP）。不同細菌的PBP數量有所不同，其中一些被認為是必需，而另一些則為非必需。通常抑制一種或多種必需的PBP會導致細菌細胞壁穩態受損及細胞完整性喪失，最終導致細菌死亡。
第三代頭孢菌素與前幾代頭孢菌素的不同之處在於其化學結構中存在C=N-OCH3基團。該基團針對革蘭氏陰性菌產生的某些β-內醯胺酶的抗性提供改進的穩定性。這些細菌的β-內醯胺酶能夠迅速破壞早期頭孢菌素類藥物 ，將藥物中的β-內醯胺化學環打開，產生抗藥性。但由於第三代頭孢菌素受到廣泛使用，雖然最初對這些細菌具有活性，一些產生超廣譜β-內酰胺酶（ESBL）的革蘭氏陰性菌甚至能夠讓第三代頭孢菌素失活。在醫院和其他醫療機構中由產生ESBL的革蘭氏陰性菌引起的感染尤其令人擔憂。

## 化學
在第三代頭孢菌素中，頭孢他啶含有兩個甲基和一個羧基的更複雜部分，讓其具有額外的穩定活性以對抗許多革蘭氏陰性菌（包括綠膿桿菌）產生的β-內酰胺酶。

## 外部連結
- . Drug Information Portal. U.S. National Library of Medicine.   [2024-07-11]. （原始内容存档于2022-11-26）.